# U-21-Faustball-Europameisterschaft 2018
Die 19. Faustball-Europameisterschaft für U21-Mannschaften fand vom 3. August bis 4. August 2018 in Jona (Schweiz) statt. Die Schweiz war zum sechsten Mal Ausrichter der Faustball-Europameisterschaft für U21-Mannschaften. Österreich holte 15 Jahre nach dem letzten Titel seine insgesamt dritte Goldmedaille, sie setzten sich im Finale mit 4:1 gegen Titelverteidiger Deutschland durch.

## Teilnehmer
Drei europäische Nationen nahmen an den Faustball-Europameisterschaften der U21 teil. 
- Deutschland (Titelverteidiger)
- Österreich
- Schweiz (Gastgeber)

## Spielplan
Zunächst traten alle drei teilnehmenden Nationen in einer einfachen Vorrunde Jeder-gegen-Jeden an. Der Sieger dieser Vorrundengruppe stand als erster Finalteilnehmer fest. Der zweite und dritte der Vorrundengruppe spielten in einem Halbfinale den zweiten Finalisten aus.

### Vorrunde
| Freitag, 3. August 2018 |           |             |   |             |                                     |
| 1                       | 12:00 Uhr | Schweiz     | – | Österreich  | 3:2 (8:11, 11:8, 6:11, 11:8, 12:10) |
| 2                       | 13:30 Uhr | Österreich  | – | Deutschland | 0:3 (11:13, 14:15, 8:11)            |
| 3                       | 15:00 Uhr | Deutschland | – | Schweiz     | 3:2 (8:11, 7:11, 11:7, 11:4, 12:10) |

| Pl. | Team        | Sp. | Sätze | Bälle | Pkt. |
| --- | ----------- | --- | ----- | ----- | ---- |
| 1   | Deutschland | 2   | 6:2   | 88:76 | 4    |
| 2   | Schweiz     | 2   | 5:5   | 91:97 | 2    |
| 3   | Österreich  | 2   | 2:6   | 81:87 | 0    |

### Endrunde
| Freitag, 3. August 2018 |            |           |             |   |            |                                    |
| 4                       | Halbfinale | 16:45 Uhr | Schweiz     | – | Österreich | 1:3 (11:6, 7:11, 10:12, 6:11)      |
| Samstag, 4. August 2018 |            |           |             |   |            |                                    |
| 5                       | Finale     | 18:30 Uhr | Deutschland | – | Österreich | 1:4 (9:11; 11:5; 5:11; 7:11; 8:11) |

## Endergebnis
| Platz | Land        | Flagge      | Code |
| ----- | ----------- | ----------- | ---- |
| 1.    | Österreich  | Osterreich  | AUT  |
| 2.    | Deutschland | Deutschland | GER  |
| 3.    | Schweiz     | Schweiz     | SUI  |